# 建文改制
建文改制是明惠宗朱允炆、方孝孺等人推行的改革，主要改善明太祖重武重軍事的政策，提升文人政治、削除藩王勢力。惠宗受孝孺的影響，悉去太祖苛酷專濫之政，減輕江浙重賦，開廣言路，虛心納諫；並且在黃子澄與齊泰協助之下實施削藩政策。惠宗的改革大多是託古改制，具有理想性質。他在繼位詔書中宣布要推行「維新之政」，希望使明朝達到「雍熙之盛」。惠宗繼位後隨即召回在漢中的方孝孺，任翰林院侍講；洪武三十一年六月任齊泰為兵部尚書、黃子澄為太常寺卿，參預國事。惠宗在位四年，推出不少有利讀書人的政策，只是削藩政策的失敗讓建文一朝最後滅亡。

## 改制内容

### 文官制度改革
洪武時期，武官地位最尊，事務官其次，文官又次之。《大明律·卷二·吏律》即提到「文官不許封公侯」，這使得當時文官最高爵位只能到伯爵」，即汪廣洋和劉基兩人，而李善長是因為事務官（武勛）的緣故而得以冊封公爵。明太祖廢行中書省與丞相後提高六部的地位，然而六部尚書（部長）的品秩僅為正二品，五軍都督府是正一品衙門，最高的文官也比最高的武官低一品。
惠宗繼位後，建文元年二月即接受方孝孺等人的建議，按照周禮更定官制。對官制改革主要在三個方向：更改部分官署設置與名稱，提高文官地位，擴大翰林文職的編制以加強文官在政府中詔詢諫諍的功能。具體內容為：
- 升六部尚書為正一品，設左右侍中，位於侍郎之上。
- 改都察院為御史府，都御史為御史大夫。
- 罷十二道為左右兩院，左曰拾遺，右曰補闕。
- 改通政司為寺，大理寺為司。
- 詹事府增置資德院。
- 翰林院復設承旨，改侍讀、侍講學士為文學博士。
- 設文翰、文史館，分別下轄侍讀、侍講和修撰、編修、檢討。
- 去掉殿、閣大學士的「大」字，各設學士一人。
- 改謹身殿為正心殿，增設正心殿學士一人。
- 仿周禮更定其他內外大小衙門品級。

此外，撰禮制頒行天下。雖然實際上這些屬於不急之務，但方孝孺志在復古，惠帝支持之。
之後，又將地方的左右布政使裁一人，只設布政使，由從二品升爲正二品。建文四年二月再次更定尚書以下勳階。
明成祖即位後全部改回洪武年間的制度。雖然武官的品秩仍比文官高，但由於從明仁宗起戰爭減少，且內閣的設立導致文官勢力變強，最終仍形成了明朝以文制武的現象。

### 寬政減刑
明惠帝自幼熟讀儒家經書，所近之人如方孝孺、黃子澄等人多懷理想主義，性情因此與其父朱標皆以寬大著稱。為皇太孫時，曾向太祖請求修改《大明律》，參考《禮經》及歷朝刑法，修改《大明律》中七十三條過份嚴苛的條文，深得人心。即位後推行寬政，其年號建文有別於其祖父的洪武，他不想仿效祖父以嚴刑峻法治國。《明史·刑法二》記載「元年刑部報囚，減太祖時十三矣」，囚犯人數減至洪武時期的三成左右。
除刑法寬鬆外，惠帝還頒佈了一系列有利於民生的政策，如：
- 洪武三十一年八月，規定凡全家人都在興州、營州、開平（均為北方衛所）當兵的，放一人為民；全國所有衛所，凡獨子當兵者，放為民[8]。
- 數次免除地方租稅、欠賦[9]。
- 令地方照顧老弱病殘和鰥寡孤獨者，重農桑，興學校等[10]。
- 建文二年正月減免江浙一帶的田賦，成祖即位後廢除此令[11]。

在位四載，被譽為寬政解嚴霜；但亦有人詬病，其理由有：
- 下令削減官吏，明初一個縣的官員被朱元璋計算得極為精準，剛好足夠管理，官吏過少反而會更依賴地方士紳，會造成地方門閥割據的隱憂

- 至於官職提升，文官掌理政事，說起實權，還在武將勛戚之上，結果改制再把文官職位提到平起平坐，從此以后，文官必壓武將一頭，看似平衡，其實是打破了平衡。

- 省減刑獄，要法司一依《大明律》科斷，不許從重從嚴。用刑嚴厲的《大誥》等于是被不動聲色地廢除了。不過，朱元璋立法，涉及死刑最多的就是官吏違法，貪腐循私，這一改還是官員受益最大

- 減免江浙一帶極重的田賦，因為明朝賦稅大多是三十稅一，只有江浙是二十稅一；有人說是因此地為張士誠故地，故朱元璋採取報復；其實是此地富庶，即使成祖之後改回稅率，當地百姓仍可承受。因為建文元年下旨減免了江南的賦稅，間接影響了靖難之役開打後朝廷國庫與軍餉。

### 削藩政策
明太祖為鞏固皇室，大封宗室為藩王，各擁私人護衛軍隊。明惠帝即位後即推行將兵權收回朝廷的政策，下令各王國的地方文武官員聽朝廷節制，以避免尾大不掉，威脅中央政權。明惠帝的削藩政策主要由齊泰、黃子澄推行，先後废黜周王、代王、齐王、湘王及岷王；然而由於過晚處理最強大的燕王朱棣，引發燕王先發制人，於建文元年（1399年）七月在封地北平以“靖难”為名，舉兵叛變，史稱靖難之變。戰爭結果，惠帝戰敗失蹤，朱棣即位為帝。

### 其他
建文二年八月，為求復古，依方孝孺建議，改宮門名稱。午門改為端門，端門改為應門，承天門改為皋門，前門改為路門（一說輅門）。
成祖即位後改回原名。

## 結果
建文改制一方面對武官的利益多有觸動，故在改革時多少受到了勛臣們的阻礙；另一方面其成果因為靖難之變而大打折扣。由於惠宗與方孝孺專心於託古改制的不急之務，在削藩方面沒有馬上針對燕王朱棣，促使朱棣發現危機，並且以「更改祖制」為由發起靖難之變；戰爭開始後惠宗又一再在軍事上犯錯，使得政府軍節節敗退，最終戰敗。朱棣攻入南京之後稱帝，是為明成祖。成祖為了證明自己帝位的合法性，以抹除篡位的汙點，將建文年間改變的制度幾乎全部恢復為洪武舊制；並且革除建文年號，將建文四年的記事改沿用洪武年號記錄。此外還將錢糧、兵馬以外所有榜文奏書盡數燒毀，并修改太祖實錄（以及自己的出生記錄），粉飾靖難之變奪位之實。